# Svéd–lengyel háború (1600–11)
Svéd–lengyel háború, 1600–11: A Lengyel Királyság és a Svéd Királyság harmadik hosszú konfliktusa. A Balti-tenger vidékén terjeszkedő két hatalom között a 16. században már felparázslottak az ellentétek, melyek a livóniai háborúban (1558–83) váltak nyílt összecsapássá. A háborút követően alig tizenöt évvel ismét kitört a háború, amely úgy látszott mindössze egy Svédországon belül polgárháború. Ennek eredménye lett az 1600–11-es konfliktus.

## Előzmények
Báthory Istvánt követően a lengyel Szejm egy svédet, a Vasa-házból való Zsigmondot választotta meg királlyá, III. Zsigmond néven. Az új uralkodóé volt a svéd trón, de nem Stockholmban tartotta központját, hanem Krakkóban. Az ottani kormányzást rokonára Károlyra a södermanlandi hercegre bízta.
A svéd nemesség szemében visszatetszést váltott ki az a tény, hogy Zsigmond nem náluk él. A másik dolog, ami nem tetszett a svédeknek, hogy katolikus volt, ők pedig evangélikusok. A király abszolutisztikus politikát folytatott s erősítette a katolicizmust, ami miatt a svéd nemesség egy része fellázadt ellen, s aki a vezetőjük lett, az nem más volt mint Södermanland hercege.
Zsigmond király lengyel csapatok élén 1598-ban partraszállt Svédország déli részén és eltökélt szándéka volt, hogy visszaállítja hatalmát a rebellis herceg és támogatói felett. Serege azonban súlyos vereséget szenvedett Stångebró mellett.
Sem Zsigmond, sem pedig a Szejm nem nyugodott bele Svédország elvesztésébe, ahol az irányítást Károly vette át, aki névlegesen király volt, de később koronázták meg. Zsigmond trónfosztására válaszul, egy évvel később, 1600-ban a lengyel Szejm annektálta az észtországi svéd területeket, amelyet akkor Livónia néven ismert Európa.

## A háború

### A konfliktus előzménye: a svéd-lengyel vetélkedés
A svéd-lengyel kapcsolatokat kezdetekben kereskedelem jellemezte, akárcsak a többi országgal, mint Dániával is. A svédek már a 13. században expanziós kísérleteket tettek, melyek célpontja a Baltikum és az orosz területek. Bár erről hamar letenni kényszerültek, de a 16. században újra felélénkült a hódítási vágyuk.
Lengyelország is fontos pozíciókat szerzett a Balti-tengeren, mikor elfoglalta a Német Lovagrend több területét és ő lett a fő gabonaexportőre Nyugat-Európának. A svédek teljes hegemóniára törekedtek, ezért már a 15. század végén várható volt, hogy a svédek összecsapnak előbb, vagy utóbbi déli szomszédaikkal.
A livóniai háborúban a két ország már összemérte erejét, de végül megosztoztak a kelet-balti régiókon. Svédország a XVI. századtól mindinkább ki akarta terjeszteni hatalmát teljes Livóniára és egyeduralmat szerezni a Balti-tengeren mind gazdasági, mind katonai tekintetben. A tengeren zajló kereskedelmet magas dán vámok sújtották, mai miatt IV. (Rettegett) Iván szövetkezve az angolokkal létrehozta a Moszkvai Társaságot.
Svédország és Lengyelország–Litvánia között népességi mutatókat tekintve nagy különbségek voltak. Egy hosszú, jelentős vérveszteséggel járó háborúban a svédek könnyen kimerültek volna. A svéd haderőnek azonban a fele volt csak svéd nemzetiségű, másik részét a finnek képezték és sokszor feltöltötték idegen (német, németalföldi, francia, skót, angol) zsoldosokkal.
Ezzel szemben az egész háború alatt a lengyelek csak kisebb csapatokkal küzdöttek, az olykor többszörös túlerőben levő svéd csapatokkal szemben.

### A harcok
A svéd seregek megtámadták a lengyel Livóniát, de a Jan Zamoyski vezette lengyel csapatok megvédték Rigát a svédektől. 1601. június 23-án Kokenhausennél (mai Koknese, Lettország) a lengyelek fényes győzelmet arattak a túlerőben levő svéd seregek felett.
1604-ben 15 000 ezer fős svéd inváziós haderő szállt partra Livóniában, ám Weissenstein (mai Paide, Észtország) alatt újból vereséget szenvedett, a most már Jan Karol Chodkiewicz hetman parancsnoksága alatt álló lengyel seregtől.
1605. szeptember 5-én a lengyel haderő Kircholmnál (mai Salaspils, Lettország), újabb megsemmisítő vereséget mért a négyszer nagyobb svéd királyi hadra. Södermanland hercege (a későbbi IX. Károly svéd király) elhagyta Rigát, Chodkiewicz pedig elfoglalta Dorpatot (mai Tartu, Észtország). A Hel-félszigetnél vívott tengeri csatában (1606) a svéd flotta is vereséget szenvedett.
Miután Zsigmond király a Mikołaj Zebrzydowski vezette felkelést sikeresen leverte, a lengyel–litván haderő újabb hadműveletekbe kezdett, most Oroszország ellen. A cél a cári trón megszerzése volt, de hosszantartó, kimerítő háború lett belőle (1609–1618), s jóllehet azon a fronton is svéd (zsoldos)seregekkel kellett megmérkőzniük. Ilyenre került sor Klusinonál (1610).
Időközben kirobbant egy újabb svéd–dán háború nyugaton.
A svéd–lengyel háború IX. Károly halálával ért véget.